# شاندرا براكاش جوشي
شاندرا براكاش جوشي (بالهندية: चन्द्रप्रकाश जोशी؛ بالإنجليزية: Chandra Prakash Joshi) هو سياسي هندي، ولد في 4 نوفمبر 1975 في تشيتوغاره في الهند. نشط حزبياً في حزب بهاراتيا جاناتا. وقد انتخب Member of the 17th Lok Sabha ‏ عن دائرة دائرة شيتورجاره لوك سابها ‏ وقد انضم خلال فترته النيابية ‏  للكتلة البرلمانية حزب بهاراتيا جاناتا وفي 2014 Indian general election in Chittorgarh Lok Sabha constituency ‏، انتخب عضو لوك سابها السادسة عشر ‏ عن دائرة دائرة شيتورجاره لوك سابها ‏ وقد انضم خلال فترته النيابية ‏  للكتلة البرلمانية حزب بهاراتيا جاناتا.